# Molophilus neolyratus
Molophilus neolyratus là một loài ruồi trong họ Limoniidae. Chúng phân bố ở miền Australasia.